# Arian Salimi
Arian Salimi (persiska: آرین سلیمی; född 16 december 2003) är en iransk taekwondoutövare.
Han blev guldmedaljör i Paris-OS.

## Karriär
Vid VM 2023 tog Salimi brons i 87-kiloklassen. Vid asiatiska mästerskapen 2024 tog han guld i +87-kiloklassen. Vid OS 2024 i Paris tog Salimi guld i +80 kg-klassen efter att ha besegrat brittiske Caden Cunningham i finalen.